# Acinipo
Acinipo è un sito archeologico che si trova a circa 20 chilometri da Ronda, nella provincia di Malaga. 
Sito a 999 metri di altitudine era un punto strategico per il controllo dei bacini superiori dei fiumi Guadalhorce e Guadalete.
La presenza nei dintorni di giacimenti di ferro, rame e piombo ne ha facilitato l'occupazione fin dalla Preistoria, come testimoniano gli scavi archeologici, che indicano una prima occupazione nell'età del rame.

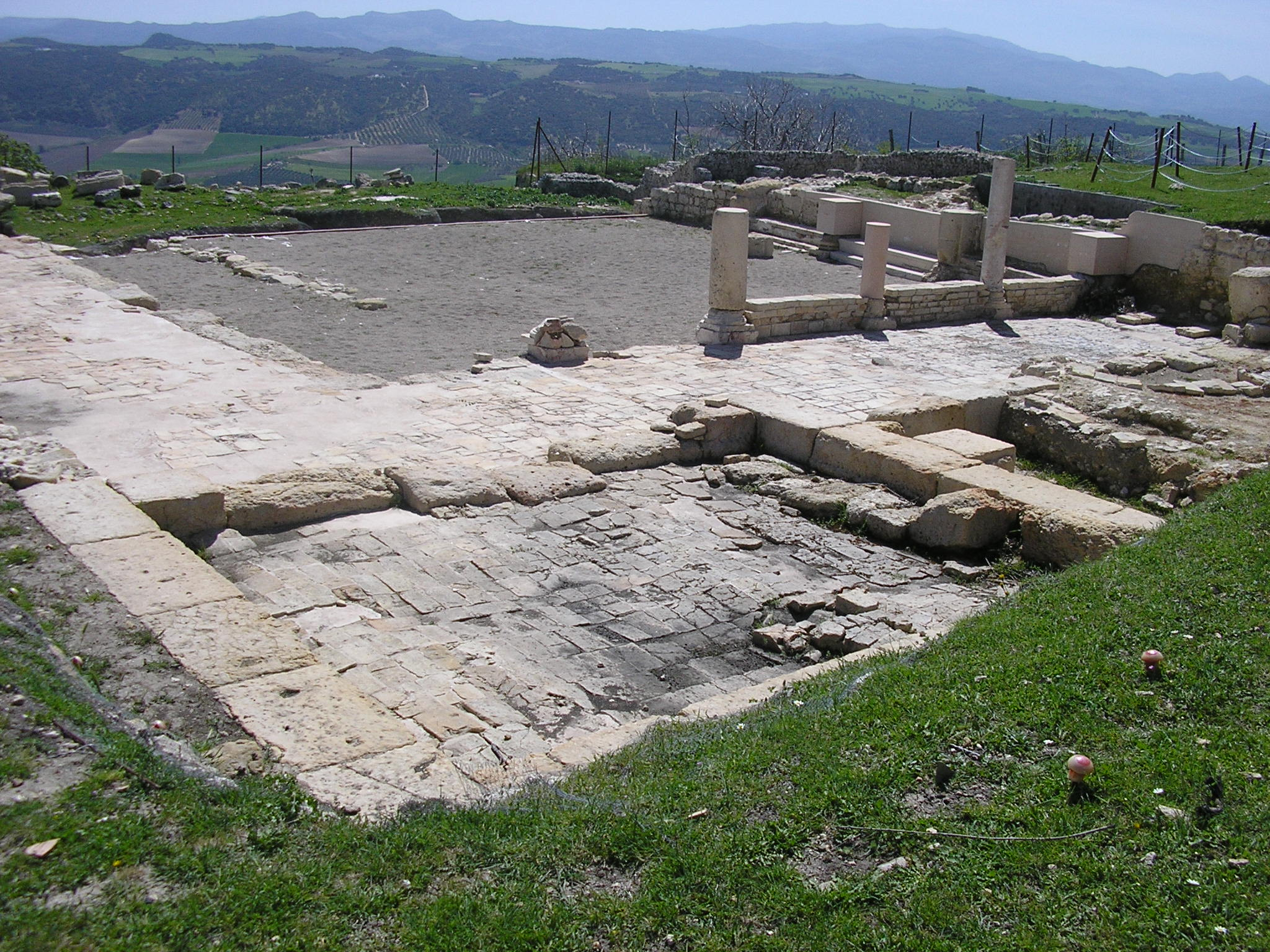
Terme romane di Acinipo.

Nei secoli IX e VIII secolo a.C. Acinipo entra in contatto con i Fenici presenti sulla costa di Malaga ma è con l'avvento dei Romani, a partire dal 206 a.C., che la città acquista importanza, con la costruzione di edifici monumentali e la coniazione di una propria moneta. Segno della passata importanza è testimoniato anche dal fatto che viene citata negli scritti di Tolomeo e Plinio.
Oggi l'elemento meglio conservato del sito è il teatro romano, capace di ospitare 2.000 persone, la cui tribuna è stata scavata lungo il pendio della collina.
La città cadde in rovina nel III secolo e, secondo le ultime ricerche, probabilmente era disabitata già nel VII secolo.